# Sfârșitul nopții (roman)
Sfârșitul nopții (La fin de la nuit) este un roman din 1935 de François Mauriac. A apărut prima dată la Éditions Grasset. Romanul prezintă ultima parte a vieții eroinei Thérèse Desqueyroux.

## Ecranizări
- La Fin de la nuit de Albert Riéra, 1966
- La Fin de la nuit (film TV) de Lucas Belvaux, 2017